# Fuente de Masini
La fuente de Masini (en italiano: Fontana Masini) es una emblemática fuente de la ciudad de Cesena (Emilia-Romaña), Italia, ubicada en el centro de la Piazza del Popolo. La fuente forma parte del conjunto arquitectónico de la plaza, rodeada de monumentos como el Palazzo Comunale y la Rocchetta di Piazza. Fue construida por Domenico di Montevecchio entre 1586 y 1590, basándose en el gran proyecto de Francesco Masini para el embellecimiento de la ciudad.

## Historia
El gobernador civil de la ciudad, Malatesta Novello, ya albergaba la idea de embellecer la entonces Piazza Maggiore (más tarde Piazza del Popolo) con una fuente, pero sus planes tardaron más de un siglo en hacerse realidad. La revelación del plan de diseño se llevó a cabo en 1588 por el pintor y entonces arquitecto de la ciudad, Francesco Masini, mientras que las obras hidráulicas ya habían sido proyectadas por Tommaso Laureti e iniciadas entre 1581 y 1583. Las posteriores obras de levantamiento de la estructura se llevaron a cabo por el cantero Domenico da Montevecchio y sus asistentes, finalizadas en 1590. Finalmente, en 1591, el agua comenzó a correr en la recién inaugurada fuente.

## Descripción
La Fontana Masini constituye un bello ejemplo de la arquitectura y escultura manieristas, con un estilo que recuerda a fuente de Neptuno de Bolonia, del que es coetánea, aunque diferenciándose claramente de ella en el diseño ornamental. Construida de piedra traída de las canteras de Istria, se alza hasta tres altura por sobre el nivel de la plaza.
Cada fachada está decorada por un par de pilastras estriadas que sostienen un tímpano curvo, en cuyo interior se inserta un escudo heráldico. El escudo del lado septentrional es del papa Sixto V, el cual se superpone al rótulo del pueblo. Los otros dos escudos son del cardenal y legado papal Guido Ferreri, el vicedelegado papal Antonio Maria Galli y el cardenal y legado papal Domenico Pinelli. Cuatro hermas encuadernadas en volutas se encuentran colocadas en las esquinas de la fuente, coronadas por las figuras sentadas de tritones soplando trompetas de caracol, a través de las cuales se lanza el agua al fuente.

## Galería de fotos

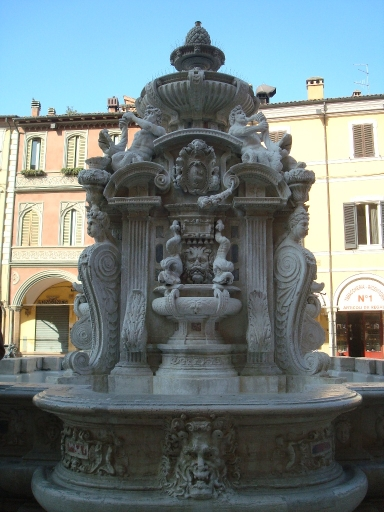
Lado sur
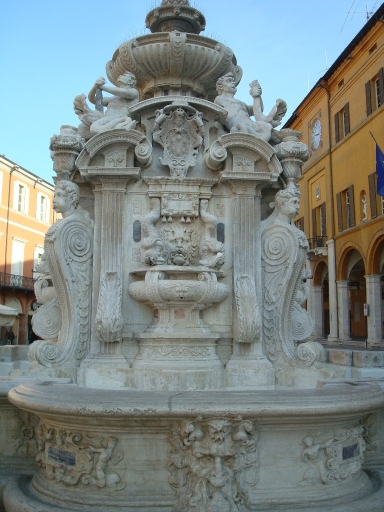
Lado este
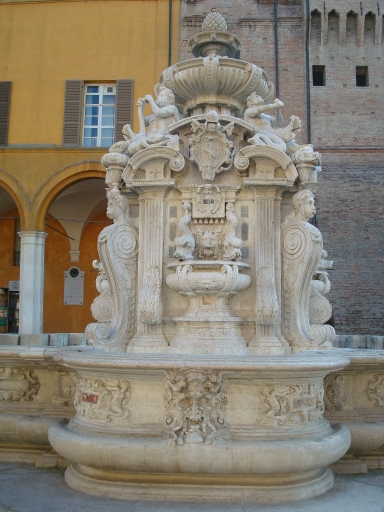
Lado norte
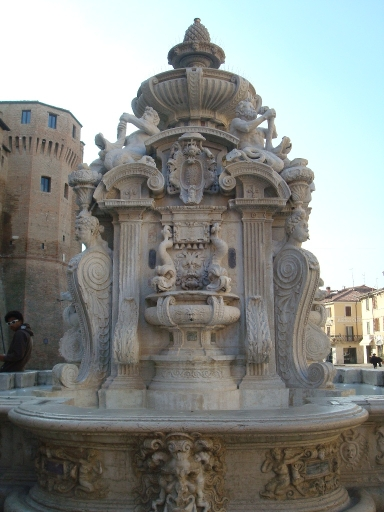
Lado oeste
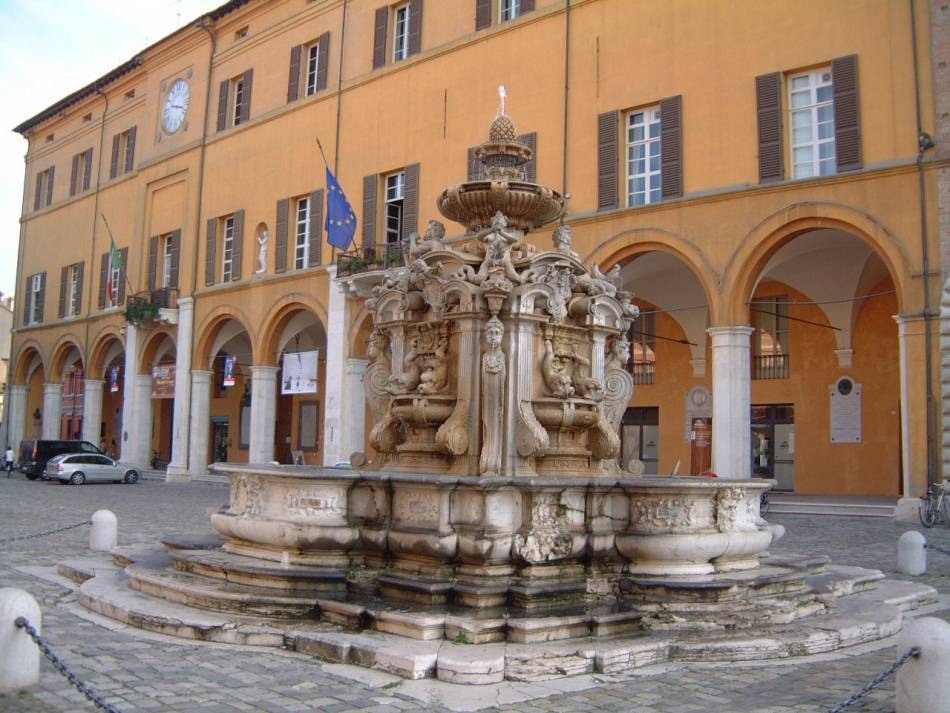
Día de Europa en la Piazza del Popolo
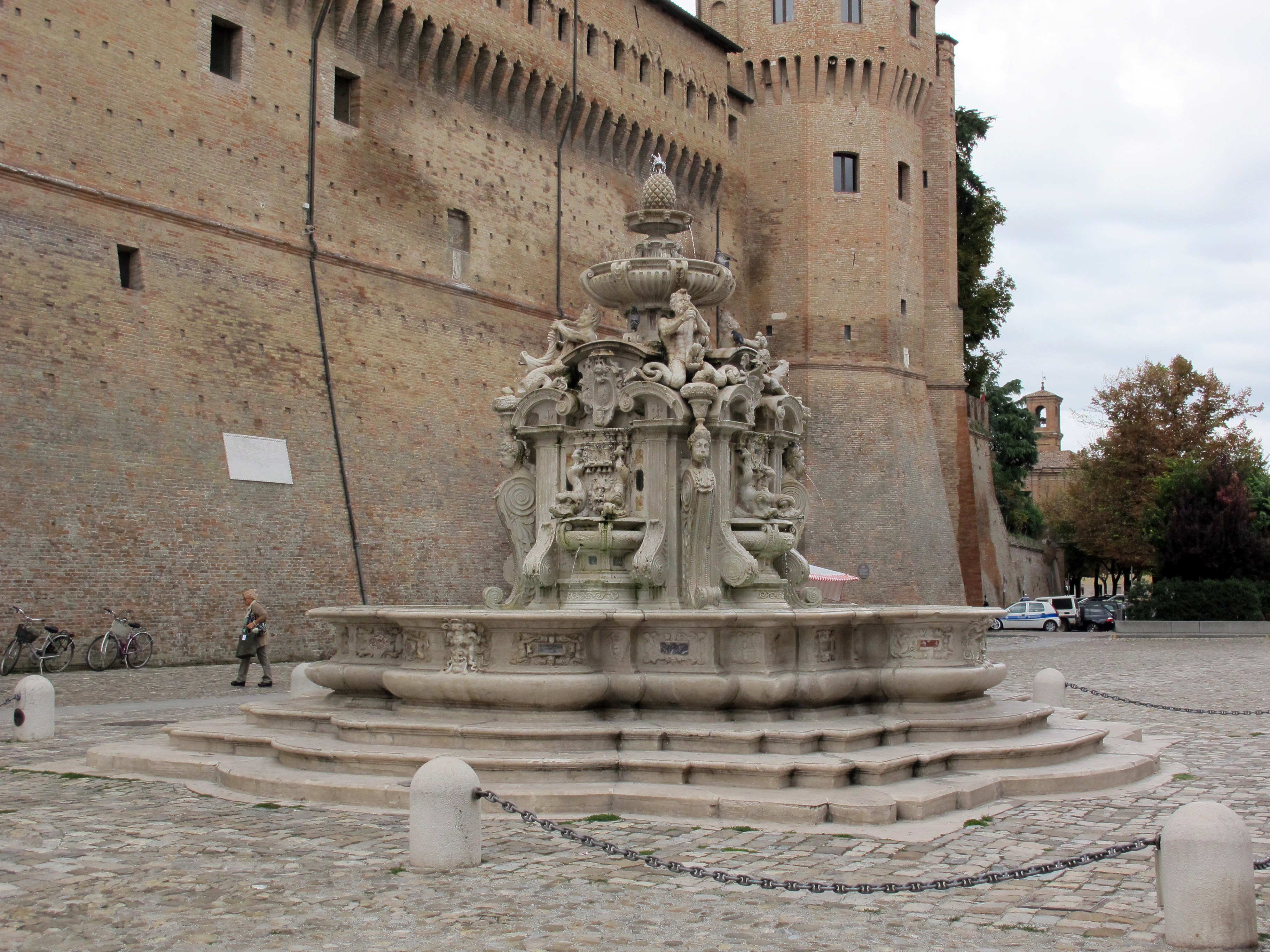
La Fontana Masini con la Loggetta Veneziana en el fondo